# 행인국
행인국(荇人國)은 고대의 국가이다. 기원전 32년에 고구려 동명성왕의 명에 따라 출전한 오이, 부분노 등에 의해 멸망한 뒤 고구려에 복속되었다.